# 埃爾姆鎮區 (堪薩斯州艾倫縣)
埃爾姆鎮區（英語：Elm Township）為位在美國堪薩斯州艾倫縣的鎮區。2010年美国人口普查中該鎮區人口有1,257人。

## 地理
埃爾姆鎮區涵蓋面積123.3平方（47.6平方英里），境內擁有兩座城市：瓦斯以及拉哈普。

### 墓園
根據美國地質調查局的資料，此鎮區擁有2座墓園：
- 拉哈普墓園（La Harpe Cemetery）
- 聖約翰斯墓園（Saint Johns Cemetery）

### 機場
- 米德韋航空公園（Midway Air Park）
- 納雄耐爾機場（National Airport）

## 人口統計
根據2010年美國人口普查，埃爾姆鎮區人口有1,257人，人口密度為10.19人/平方公里。種族方面，97.22%為白人；0.16%為非裔美洲人；0.95%為美洲原住民；0%為亞洲人；0%為太平洋島民；0.8%為其他種族；另外有0.88%為兩個或以上的種族。而西班牙裔美國人或拉丁美洲人佔該鎮區人口的1.27%。

## 外部連結
- US-Counties.com
- City-Data.com （页面存档备份，存于）